# Угу
Угу е окръг в провинция Квазулу-Натал, Република Южна Африка с площ 5047 км2.

## Административно деление
Окръгът се поделя на 6 общини:
(2001)
- Умдони – 62 294 души

## Население
704 016 (2001)

### Расов състав
(2001)
- 646 012 (92%) – чернокожи
- 28 742 души (4%) – бели
- 24 057 души (3%) – азиатци
- 5220 души (1%) – цветнокожи

### Езици
Говорими езици са:
- зулу (88%)
- английски (7%)
- кхоса (3%)
- африкаанс (1%)